# 克萊門森級驅逐艦
克萊門森級驅逐艦或稱克萊蒙森級驅逐艦（英語：Clemson class destroyer），是美國在一次世界大戰後期建造的驅逐艦，和前兩級一樣是平甲板設計，又被通稱為平甲板驅逐艦（Flush deckers）。此級總共下訂162艘，但6艘取消，完成156艘。由於數量龐大，加上戰後發生經濟大蕭條，之後10餘年美國並沒有再建造新的驅逐艦了。
許多此級艦在兩次大戰間封存後又復役，在二次大戰開始時，美國亞洲艦隊仍有相當數量的此級。大戰後期有不少被改為高速運輸艦（APD），以便進行增援任務。

## 背景及設計
美國參加一次世界大戰以後，深感反潛護航任務的重要性，因此大量生產的平甲板型驅逐艦在反潛方面有多強化。因為前級（威克斯級）的續航力較短，本級設計目標就是改進航程。曾經有多種提案，包含後來成為護航驅逐艦概念的減少鍋爐，降低航速以增加油槽的提案，然而為了避免改太大減緩生產速度，又考慮仍可執行艦隊驅逐艦功能，將軍會議仍決定維持35節最高航速，僅增加船體內油槽。雖然水線上的油槽會造成戰時風險，但當時認為增加的航程相比，這是值得的。

## 武裝及性能
本級主武裝為4門4吋50倍徑火炮，以及4座三聯裝魚雷發射管，配備的魚雷是 Mk.8 型。主砲配置和前級一樣，主要是艦橋前方一門，後方平台上左右各配置一門，以及後方一門。但也有少數不同的，如 DD-208 和 DD-209 的前方主砲是雙聯裝的，另外 DD-231 到 DD-235 改為4門5吋51倍徑火炮。
防空武器為一門3吋23倍徑火炮，通常安裝於後部構造物上方。反潛武裝的深水炸彈投射軌是後來加裝的，也有裝設Y砲的。
二次大戰中許多本級艦被改造，主砲被改為3吋50倍徑高平兩用砲以增進防空能力。改水上機母艦的裝兩座; 改運輸艦或佈雷/掃雷艦的裝3座，維持驅逐艦級的裝6座。而本來的4吋砲則改裝到武裝商船上。

## 歷史
本級艦的建造已經是一戰後期，因此很多並不曾參與戰役，在倫敦海軍條約生效後就被除役解體。
在 1930-1931 年間發現有40艘配置 Yarrow 鍋爐的，因為鍋爐劣化，因此立即除役並由另外40艘預備役的替代。
1923年，發生導航錯誤造成多艘觸礁的Honda Point Disaster事件，損失7艘。
1937年，有4艘改造成佈雷驅逐艦（Destroyer minelayer）。
19艘在1940年依據租借法案提供給英國，成為Town級驅逐艦，其餘進入二次大戰的有多艘被改為高速運輸艦（APD），高速掃雷艦（DMS），佈雷驅逐艦（DM）以及水上機母艦（AVD）。
二次大戰本級共損失17艘。另外 USS Stewart（DD-224) 在泗水乾塢等待維修時，因爆破不確實，被佔領的日軍俘獲並成為他們的第102號哨戒艇，但有幸活過大戰，戰後又由美軍接收回來。

## 外部連結
- 维基共享资源上的相關多媒體資源：克萊門森級驅逐艦